# Пауэрс, Фрэнсис Гэри
Фрэ́нсис Гэ́ри Па́уэрс (англ. Francis Gary Powers; 17 августа 1929, Дженкинс, Кентукки — 1 августа 1977, Энсино, Калифорния) — американский лётчик, выполнявший разведывательные задания для ЦРУ.
Пилотируемый Пауэрсом самолёт-разведчик U-2 был сбит во время полёта над территорией СССР в районе Свердловска 1 мая 1960 года. Пауэрс выжил, был приговорён советским судом за шпионаж к 10 годам лишения свободы. Наказание отбывал в тюрьме «Владимирский централ». Через полтора года был обменян на советского разведчика Рудольфа Абеля, разоблачённого в США.

## Ранняя биография
Родился в Дженкинсе, штат Кентукки, в семье шахтёра (позднее — сапожника). Окончил колледж Миллиган близ города Джонсон-Сити, штат Теннесси.
С мая 1950 года добровольно поступил на службу в американскую армию, обучался в школе военно-воздушных сил в городе Гринвилл, штат Миссисипи, а затем на военно-воздушной базе в окрестностях города Финикса, штат Аризона. Во время учёбы летал на самолётах Т-6 и Т-33, а также на F-80. После окончания школы служил лётчиком на различных военно-воздушных базах США, будучи в звании старшего лейтенанта. Летал на истребителе-бомбардировщике F-84. Он должен был участвовать в Корейской войне, однако перед отправкой на театр военных действий у него был обнаружен аппендицит, а после излечения Пауэрс был завербован ЦРУ как опытный лётчик и уже не попал в Корею.
В 1956 году в звании капитана покинул военно-воздушные силы и полностью перешёл на работу в ЦРУ, где его привлекли к программе высотных самолётов-разведчиков U-2. Как рассказал Пауэрс на следствии, за выполнение разведывательных заданий ему был установлен ежемесячный оклад в сумме 2500 долларов, тогда как в период службы в военно-воздушных силах США ему выплачивали 700 долларов в месяц.
После привлечения к сотрудничеству с американской разведкой был направлен для прохождения специальной подготовки на аэродром, расположенный в пустыне штата Невада. На этом аэродроме, являвшемся одновременно частью атомного полигона, Пауэрс в течение двух с половиной месяцев изучал самолёт U-2 и осваивал управление оборудованием, предназначенным для перехвата радиосигналов и сигналов радиолокационных станций. На самолётах этого типа совершал тренировочные полёты на большой высоте и на большие расстояния над Калифорнией, Техасом и северной частью США.
После специальной подготовки был направлен на американо-турецкую военную авиационную базу Инджирлик, расположенную вблизи города Аданы. По заданию командования подразделения «10—10» с 1956 года систематически совершал на самолёте U-2 разведывательные полёты вдоль границ Советского Союза с Турцией, Ираном и Афганистаном.

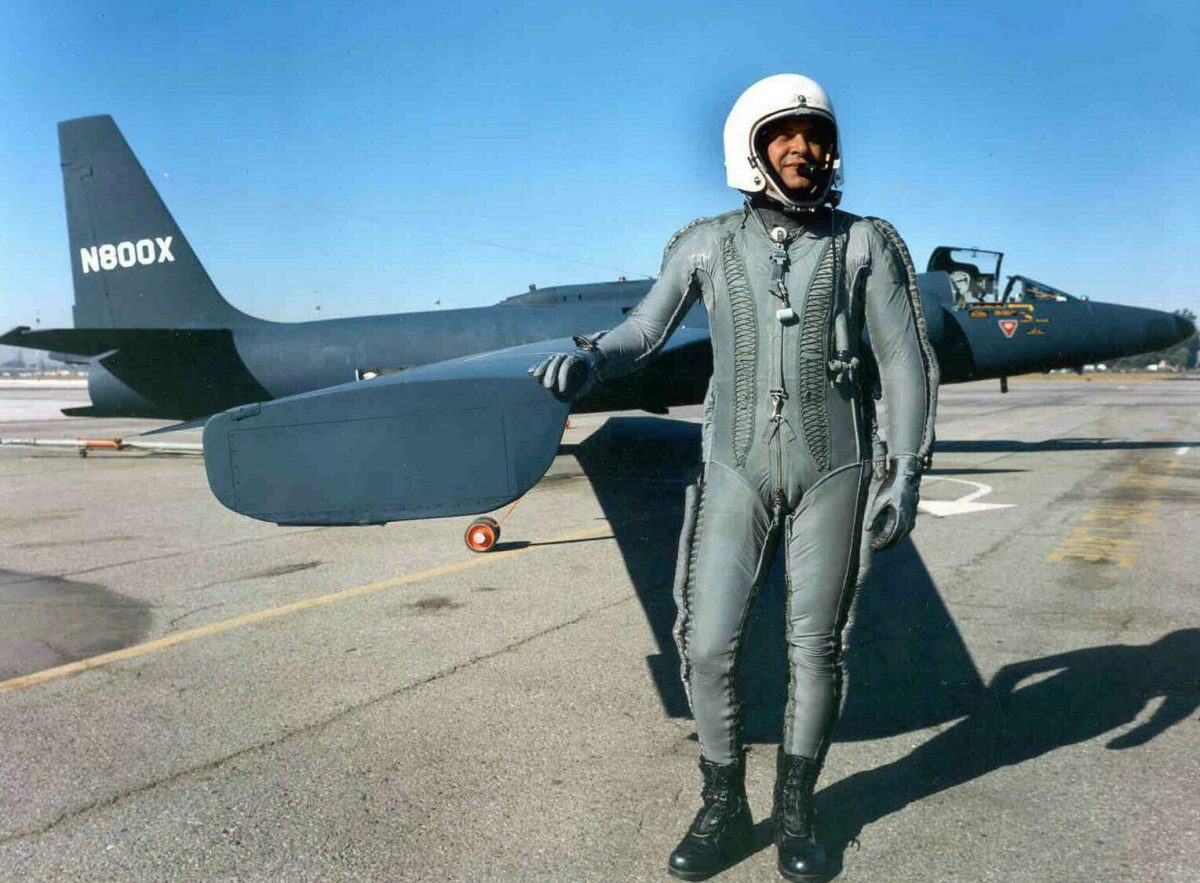
Гэри Пауэрс у американского высотного самолёта-разведчика Lockheed U-2

Пауэрс был самым опытным лётчиком в отряде. До прихода в ЦРУ он пилотировал F-84G Thunderjet. Имел самый большой налёт на U-2 и 27 раз вторгался в воздушное пространство других стран, в том числе 6 раз Советского Союза. В ЦРУ не знали точных боевых характеристик советских зенитных ракетных комплексов С-75 и Пауэрса убедили, что на высоте 20 000 метров он может чувствовать себя в полной безопасности. Тем не менее маршруты прокладывались в обход позиций С-75, если сведения о них были известны американской разведке.
Ещё до начала последнего полёта на U-2 у Пауэрса возникли трудности. Ему достался самолёт, который за частые поломки прозвали «королева ангара». Из-за плохой погоды над северными районами СССР вылет переносился несколько раз — с 28 апреля на 1 мая 1960 года. В ходе полёта, южнее Челябинска, у самолёта вышел из строя автопилот — U-2 потерял устойчивость по тангажу. Однако была пройдена почти половина маршрута и Пауэрс решил не возвращаться на базу, а перешёл на ручное управление и продолжил полёт.

## События 1 мая 1960 года
Обломки сбитого самолёта и принадлежности пилота, выставлявшиеся в
ЦПКиО им. Горького
Целью полёта над СССР была фотосъёмка военных и промышленных объектов страны, включая полигон Байконур, а также запись сигналов советских радиолокационных станций. Предполагаемый маршрут полёта начинался на военно-воздушной базе в Пешаваре, проходил над территорией Афганистана, над территорией СССР с юга на север на высоте около 20 000 метров по маршруту Сталинабад — Аральское море — Челябинск — Свердловск — Киров — Архангельск — Кандалакша — Мурманск и завершался на военной авиабазе в Будё, Норвегия.
Пилотируемый Пауэрсом U-2 пересёк государственную границу СССР в 5:36 мск. В 8:53 мск под Свердловском самолёт был сбит ракетой зенитного ракетного комплекса С-75. Для надёжного поражения было выпущено ещё несколько ракет (всего в тот день было выпущено 8 ракет, о чём не упоминалось в официальной советской версии событий). В результате этого был случайно сбит один из двух советских истребителей МиГ-19, поднятых на перехват нарушителя. Лётчик старший лейтенант Сергей Сафронов погиб и посмертно награждён орденом Красного Знамени.

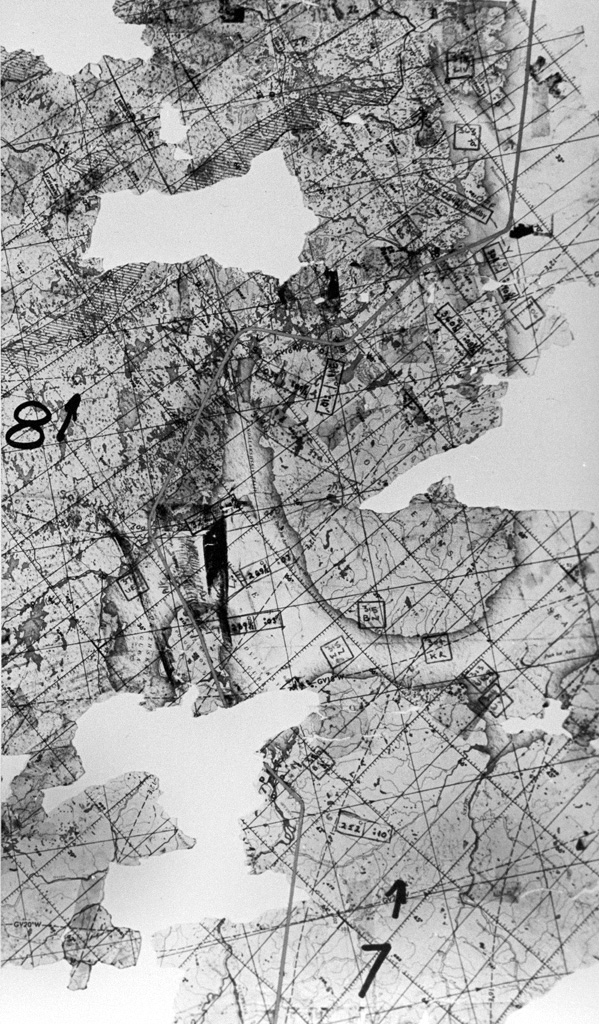
Часть карты (окрестности Белого моря) с полётным заданием, найденная в сбитом самолёте

U-2 был сбит ракетой на предельной дальности, на высоте примерно 20 700 м, неконтактный подрыв боевой части ракеты произошёл со стороны задней полусферы. В результате хвостовая часть самолёта была разрушена, но гермокабина с лётчиком осталась цела. Пауэрсу удалось спуститься на парашюте. По приземлении он был задержан местными жителями недалеко от обломков сбитого самолёта. При нём были обнаружены пистолет с глушителем, охотничий нож, надувная спасательная лодка, запас питания и воды, осветительные ракеты, компас, советские рубли, золотые кольца и несколько золотых часов, полая монета достоинством в 1 доллар с отравленной иглой, взрывное устройство и шёлковый плакат со следующими словами на 14 языках: «Я не несу зла вашему народу. Если вы мне поможете, то получите награду». Пауэрс был препровождён в Москву, где дал военным следственным органам показания.
3 мая правительство США заявило, что U-2 использовался в программе изучения метеорологических условий в верхних слоях атмосферы и что один такой самолёт пропал 1 мая, находясь в воздушном пространстве Турции, после того, как пилот сообщил о неисправности кислородного оборудования.
5 мая Никита Хрущёв обнародовал некоторые сведения об инциденте с U-2 на заседании Верховного Совета, но не сообщил, что лётчик жив и что найденное оборудование самолёта позволяет сделать вывод о цели полёта. В тот же день власти США предприняли новые попытки скрыть цель полёта. Так, НАСА выпустило подробный пресс-релиз, в котором утверждалось, что пилот из-за проблем с кислородом мог потерять сознание, а самолёт продолжал полёт с включённым автопилотом. Для подкрепления легенды один из самолётов U-2 был срочно окрашен опознавательными знаками НАСА с вымышленным серийным номером и выставлен для средств массовой информации в Центре лётных исследований НАСА на базе ВВС Эдвардс 6 мая 1960 года.
Советская сторона быстро опровергла эти утверждения, представив всему миру обломки специальной аппаратуры и показания самого пилота.

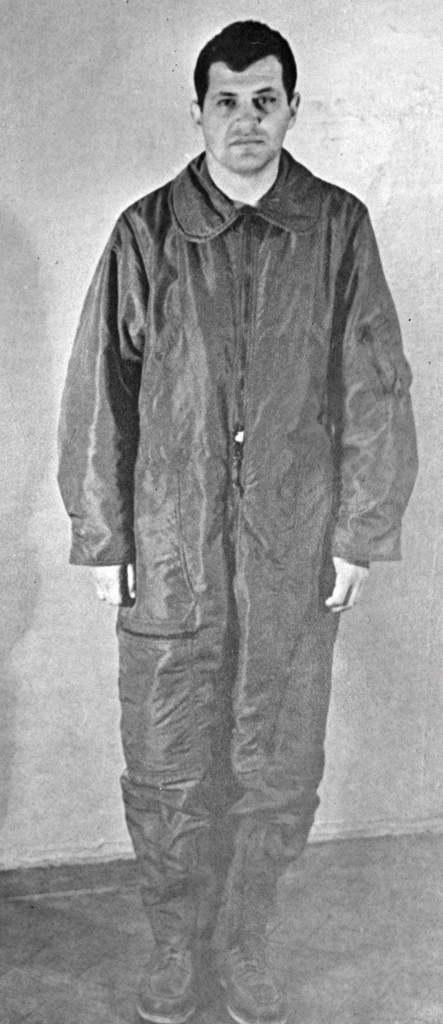
Гэри Пауэрс — заключённый в СССР

31 мая 1960 года Никита Хрущёв отправил отцу Пауэрса — Оливеру Пауэрсу телеграмму, в которой говорилось:

Я получил ваше письмо с просьбой передать вашему сыну записку от его матери. В вашем письме вы сообщили, что к нему приложена записка, однако по какой-то причине в конверте её не оказалось. Я должен сообщить вам, что вашего сына будут судить по законам Советского Союза. Закон есть закон, я не в состоянии вмешаться в дела, находящиеся в полной компетенции суда. Если вы желаете приехать в Советский Союз, чтобы увидеть сына, я готов помочь вам в этом деле.
— Н. Хрущёв, 31 мая 1960 г.
19 августа 1960 года Гэри Пауэрс был приговорён Военной коллегией Верховного суда СССР по статье 2 «Об уголовной ответственности за государственные преступления» к 10 годам лишения свободы, с отбыванием первых трёх лет в тюрьме. Отбывал срок во Владимирском централе.
10 февраля 1962 года в Берлине на мосту Глинике Пауэрса обменяли на советского разведчика Вильяма Фишера. Обмен состоялся при посредничестве восточногерманского адвоката Вольфганга Фогеля и американского адвоката Джеймса Донована.
Опубликованные в 2010 году рассекреченные документы ЦРУ показали, что официальные лица США не поверили изложенной Пауэрсом версии инцидента, поскольку она противоречит данным секретного отчёта Агентства национальной безопасности, в котором утверждалось, что имело место снижение высоты U-2 с 65 до 34 тыс. футов (с 20 до 10 км) перед сменой курса и исчезновения с экранов радаров. Отчёт Агентства национальной безопасности остаётся закрытым грифом секретности.

### Память

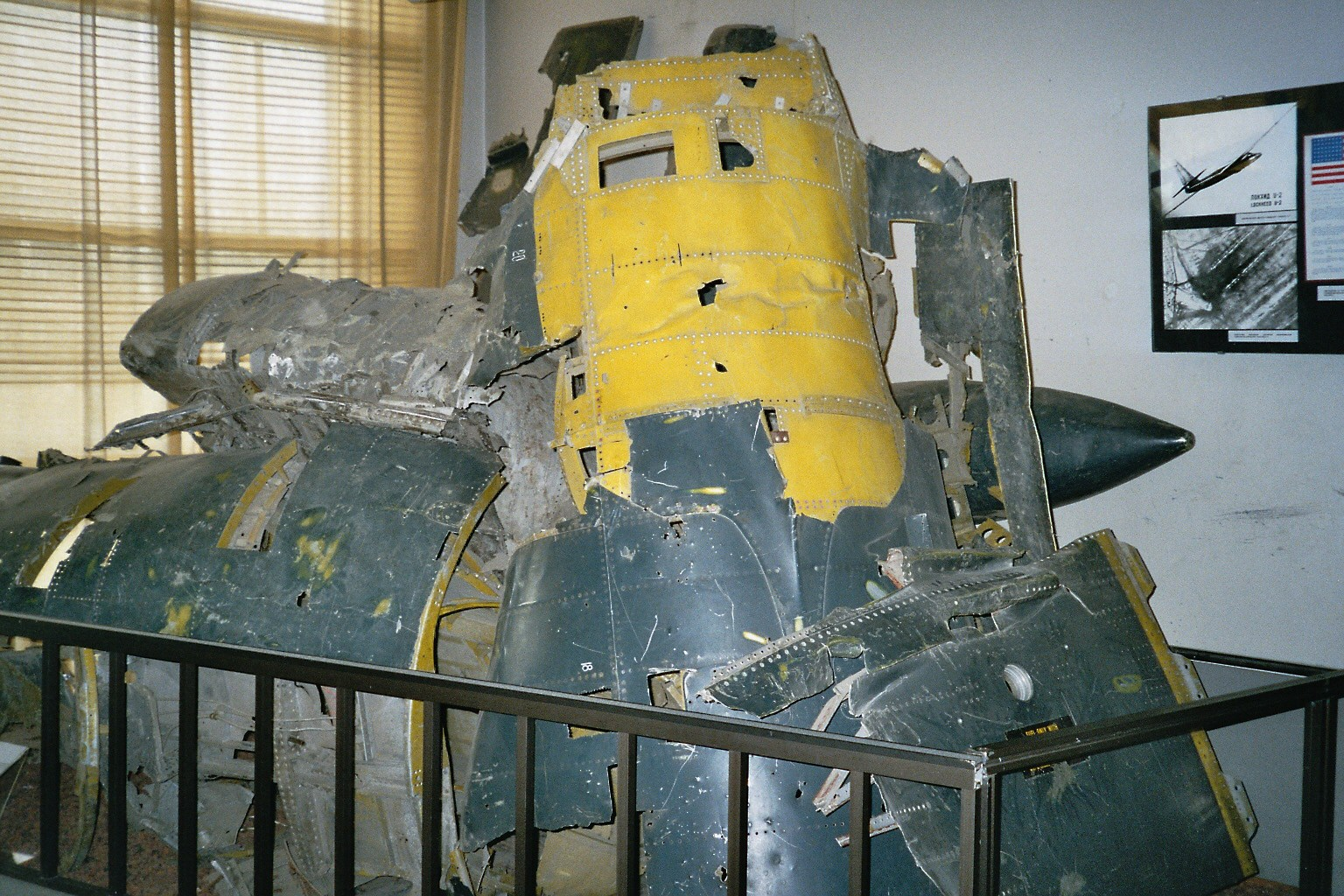
Обломки сбитого U-2, выставленные в Центральном музее Вооружённых сил в Москве

В Окружном доме офицеров Свердловска долгое время находилась небольшая экспозиция, посвящённая сбитию Пауэрса: обломки обшивки самолёта, гарнитура, по которой был отдан приказ о поражении, макет ракеты, сбившей самолёт-нарушитель.
В здании железнодорожного вокзала Екатеринбурга на потолке зала ожидания находится фреска, посвящённая сбитию Пауэрса.
В 1985 году об этих событиях был снят художественный фильм «Мы обвиняем».
В 2009 году об этих событиях был снят 2-серийный художественно-документальный фильм 1-го канала «Прерванный полёт Гарри Пауэрса».
В 2015 году об этих событиях был снят художественный фильм США «Шпионский мост».
В 2016 году в издании «Гордон» было опубликовано интервью с Николаем Фоминых, служившим в воинской части, расположенной недалеко от места приземления Пауэрса, и ставшим свидетелем его поимки.
Пауэрс одно время стал персонажем детских игр, упоминается у Л. Давыдычева («Жизнь Ивана Семёнова, второклассника и второгодника»): «Играли как-то в американского лётчика-шпиона Пауэрса. Пауэрсом выбрали Алика. Посадили его на крышу сарая — будто на самолёте летит — и давай в него камнями (то есть ракетами) стрелять. С двадцатого выстрела попали — шишка!»

## Жизнь по возвращении в США

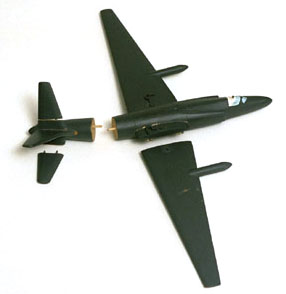
Деревянная модель самолёта, использованная Пауэрсом при даче им свидетельских показаний в сенате США. Отделяемые части показывали характер разрушения самолёта при поражении

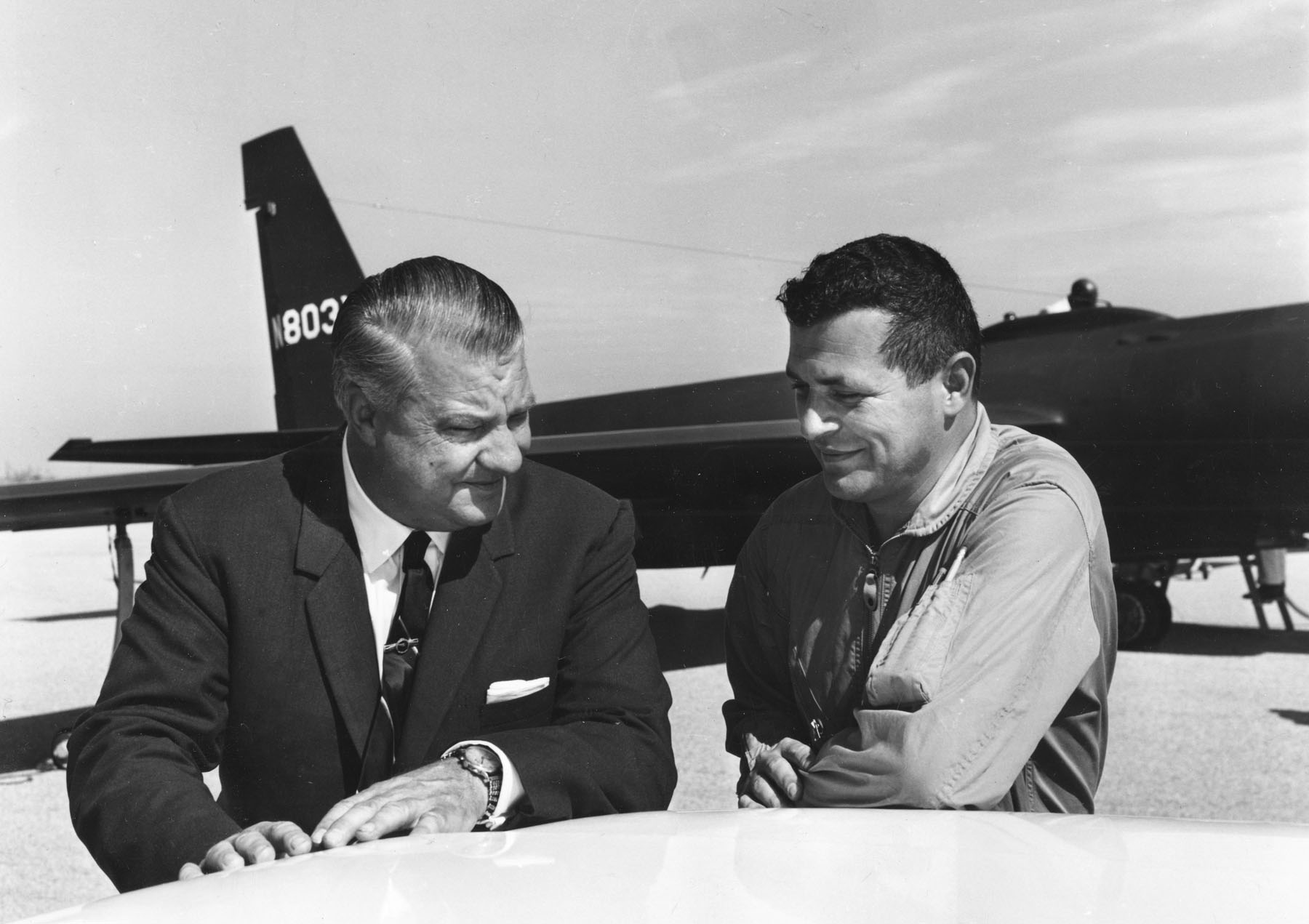
Конструктор самолёта U-2 Кларенс Джонсон и Гэри Пауэрс на фоне U-2, 1966

Экспозиция в Музее авиации и космонавтики в Вашингтоне, посвящённая Пауэрсу
По возвращении в США Пауэрса ожидал холодный приём. Первоначально Пауэрса обвиняли в неисполнении обязанности пилота по приведению в действие взрывного устройства самоликвидации разведывательного аэрофотоаппарата, отснятой плёнки и секретной аппаратуры, а также в том, что он не совершил самоубийство при помощи особой отравленной иглы, которая ему была выдана сотрудником ЦРУ. Однако военное дознание и расследование сенатского подкомитета по делам вооружённых сил сняли с него все обвинения.
Пауэрс продолжил работу в военной авиации, но данных о его дальнейшем сотрудничестве с разведкой нет. В период с 1963 по 1970 годы Пауэрс работал в фирме Lockheed лётчиком-испытателем.
В 1970 написал в соавторстве книгу «Операция „Перелёт“: воспоминания об инциденте с U-2» (англ. Operation Overflight: A Memoir of the U-2 Incident). В 1972 книга была издана в СССР малым тиражом с грифом «Распространяется по специальному списку», в продажу не поступала.
Впоследствии стал радиокомментатором на радиостанции KGIL, а затем пилотом вертолёта в агентстве радиотелевизионных новостей KNBC в Лос-Анджелесе.
Погиб 1 августа 1977 года при катастрофе пилотируемого им вертолёта, возвращаясь со съёмок тушения лесных пожаров в окрестностях Санта-Барбары. Вероятной причиной падения вертолёта стал недостаток топлива, погиб также оператор телекомпании Джордж Спирс. Предполагается, что в последний момент перед переходом на режим авторотации Пауэрс намеренно сделал вираж, заметив играющих на площадках детей, после чего вертолёт упал в другом месте и перевернулся. У Пауэрса остались жена и двое детей, он был похоронен на Арлингтонском кладбище.
Несмотря на неудачу его знаменитого разведывательного полёта, Пауэрс в 2000 году был посмертно награждён. Его семье были вручены Медаль военнопленного, Крест за выдающиеся лётные заслуги, а также памятная Медаль национальной обороны.
15 июня 2012 года начальник штаба американских ВВС генерал Нортон Шварц вручил внуку и внучке Пауэрса Серебряную Звезду — третью по значимости военную награду США — за то, что «капитан Пауэрс стойко отверг все попытки выдать секретные оборонные сведения или быть использованным в целях пропаганды».

## Киновоплощения
- Майкл Деген — «Дело У-2» / «Die U-2-Affäre» (ФРГ, 1970)
- Ли Мэйорс — «Francis Gary Powers: The True Story of the U-2 Spy Incident» (США, 1976)
- Ремигиюс Сабулис — «Мы обвиняем» (СССР, 1985)
- Никита Зверев — «Прерванный полёт Гарри Пауэрса» (РФ, 2009)
- Остин Стоуэлл — «Шпионский мост» (США, 2015).